# Ђачка чесма
Ђачка чесма или Школска чесма је чесма која се налази у новобеоградском Блоку 45, а саграђена је 1983. године.

## Опште информације
Ђачка чесма је од настанка била место окупљања ђака, пре и после школе. Стационирана је испред улаза у ОШ „Бранко Радичевић”, а у њеној непосредној близини налазе се и вртићи „Сунце” и „Звончићи”. Чесма је дуги низ година била ван функције, а реновирана је 2011. године.

## Историјат
Чесма је направљена на иницијативу одељенске заједнице ОШ „Бранко Радичевић”, која је покренута 4. јула 1983. године поводом десетогодишњице постојања месне заједнице „Сава”. Припремни радови трајали су четири месеца, изграђена је добротворним радом, од пројекта, до завршних радова, а главни архитекта на њеној изградњи био је Зоран Вељковић.
У градњи чесме, поред Вељовића учествовали су и ђачки родитељ Милун Видић, вајар Владимир Комад, вајар и ђачки родитељ Милија Мишовић, генерални директор ГП Ратко Митровић, Бранко Пешић архитекта, Синиша Јанковић, ђачки родитељ, омладинци ГП Ратко Митровић који су живели у самачком хотелу у Блоку 45.
Управа за воде Секретаријата за комуналне и стамбене расписала је у августу конкрурс за санацију Ђачке чесме у Блоку 45. Управа за воде Секретаријата за комуналне и стамбене послове и ЈКП „Београдски водовод и канализација” донели су одлуку да ову чесму доведу у функционално стање и преузму је на даље одржавање. Чесма није радила дуги низ година уназад, па је обављена комлетна санација и прикупљање техничке документације. Радови на санацији чесме изведени су у току 2011. године.